# 美しき獲物たちの学園
『美しき獲物たちの学園』（うつくしきえものたちのがくえん）は、1998年9月5日にミンクより発売されたアダルトゲームである。2008年10月24日には、姉妹ブランドのM no VIOLETよりリメイク版『美学 YURIKA&ASUNA』が発売された。
本作は、上流階級の子女が通う名門校・聖レイセーヌ学園を舞台に、中流家庭に生まれ育った新入生・杉原明日菜と、学園の女王・一ノ宮由利香ら2人の視点から描いたアドベンチャーゲームであり、BDSMの要素も含まれる。
本作は、2人の視点を切り替えるザッピングシステムが導入されており、視点を切り替えながら物語を進めていく。また、これに関連して一方の視点で起きた出来事がもう一方の視点で起きた別の出来事に影響することもあり、2人の立場が逆転する場合もある。

## 登場人物
キャストはアダルトアニメ版より。

### 主人公
杉原 明日菜（すぎはら あすな）
声 - 夢宇
中流家庭生まれの少女。穏やかな性格をしている。
一ノ宮 由利香（いちのみや ゆりか）
声 - 香山かずみ
学園でも有数の資産家の令嬢で、事実上の支配者でもある。

### その他
下条 陽子（しもじょう ようこ）
声 - 桃山ひかり
明日菜の親友。テニスが得意。貧しい家柄であることを気にしている。
久堂 克己（くどう かつみ）
声 - 須藤康一
明日菜と由利香が、ともに好意を抱く相手。本人は明日菜が好きだが、由利香には逆らえずにいる。
倉田 咲子（くらた さきこ）
声 - 夢宇
明日菜の仲間。
望月 愛（もちづき あい）
声 - 叶野ともえ
由利香の側近。感情を表すことはあまりない。
高瀬 和美（たかせ かずみ）
声 - 城ミハル
由利香の側近。高慢な性格をしている。
神代 奈々（しんだい なな）
声 - 櫻井はるな
由利香の側近。プライドが高い。

## アダルトアニメ
milkyより発売。
- 美しき獲物たちの学園 第1幕「新入生・明日菜」 - DVD版は2001年10月21日発売。
- 美しき獲物たちの学園 第2幕「女王・由利香」 - DVD版は2002年1月25日発売。

## 書籍
ノベライズ
パラダイムノベルスより発売。著者は前園はるか。
- 美しき獲物たちの学園 明日菜編 ISBN 4-89490-043-2
- 美しき獲物たちの学園 由利香編 ISBN 4-89490-048-3

原画集
パラダイムより発売。
- ArtPackシリーズNo11　美しき獲物たちの学園原画集

## 反響
ミンクが2000年代に実施した同社作品キャラクターの人気投票において、本作の主人公の1人である一ノ宮由利香が、「結婚すると苦労しそうなキャラクター」の1位に挙がった。